# Klemm Kl 25
Die Klemm L25 war ein zweisitziges Sportflugzeug in Leichtbauweise von Hanns Klemm und Robert Lusser aus dem Jahr 1928. Sie war die erste eigene Flugzeugentwicklung unter dem Namen der Leichtflugzeugbau Klemm GmbH, nachdem diese aus der Flugzeugbauabteilung der Daimler-Motoren-Gesellschaft hervorgegangen war. Die Werksbezeichnung L25 wurde 1930 mit der Einführung der RLM-Bezeichnungen offiziell in Kl 25 geändert. Die Bezeichnung „L25“ wurde aber auch nach 1930 vielfach beibehalten.

## Geschichte
Nach Gründung der Leichtflugzeugbau Klemm GmbH nahm Hanns Klemm 1927 in seinem neuen Betrieb zunächst die Serienfertigung der noch bei der Daimler-Motoren-Gesellschaft entwickelten Daimler L20 auf. Gleichzeitig beauftragte Klemm seinen Konstrukteur Robert Lusser mit der Entwicklung eines eigenen, an die Daimler L20 angelehnten Klemm-Entwurfs unter der Bezeichnung Klemm L25. Wie bei der Daimler L20 stand für Hanns Klemm beim Entwurf der Klemm L25 die Idee eines kleinen, schwachmotorisierten, kostengünstigen Volksflugzeugs im Mittelpunkt. Jedoch zeigte sich bei der Vermarktung der Daimler L20, dass viele Kaufinteressenten an einer leistungsstärkeren Variante des Flugzeugs interessiert waren. Auch Robert Lusser favorisierte eine leistungsstärkere Auslegung der Daimler L20 als konkurrenzfähiges Wettbewerbsflugzeug, die auch kunstflugtauglich sein sollte. Neben dem 20 PS starken Daimler-F7502-Motor der Daimler L20 sah Lusser daher für die Klemm L25 auch den 50 PS starken Salmson-AD9-Motor aus Frankreich als Antrieb vor. Obwohl sich die Daimler L20 und die frühen Varianten der Klemm L25 äußerlich sehr stark ähneln, entstand durch den optionalen, stärkeren Motor eine weitgehende Neukonstruktion.
Der Prototyp der Klemm L25 (WNr. 65, D-1357) entstand bereits Anfang 1928 im ehemaligen Daimler-Flugzeugwerk in Sindelfingen. Der Erstflug erfolgte mit Daimler F7502 als Klemm L25 vermutlich im April 1928. Als Klemm L25I wurde die Maschine im gleichen Monat erstmals mit dem Salmson-Motor geflogen. Werksseitig wurde die Klemm L25 ab Juni 1928 ausschließlich in diesen beiden Motorisierungsvarianten ausgeliefert, wobei Einzelstücke bei ihren Betreibern auch auf andere Motore umgerüstet wurden. Im Juni 1928 fand bei Bodman auf dem Bodensee die Erprobung des Prototyps auf Schwimmpontons als Klemm WL25 statt. Im gleichen Monat erfolgte die Serienumstellung von der Daimler L20 auf die Klemm L25.
Da der leistungsstärkere Salmson-Motor optional auch eine höhere Zuladung gestattete, entstand im Herbst 1928 eine vergrößerte Variante der L25 unter der Bezeichnung Klemm VL25. Sie war rumpfseitig im Bereich des vorderen Cockpitsitz um etwa 20 cm verbreitert und ermöglichte die Aufnahme von zwei Passagieren auf der vorderen Sitzbank. Diese Variante kam in erster Linie bei kleinen Zubringer- und Rundflugdiensten zum Einsatz.
Für den amerikanischen und japanischen Markt erwarb Inglis Uppercu 1928 die Lizenzrechte zur Weiterentwicklung und zum Nachbau der Klemm L25 in den USA. Hierfür gründete er die Aeromarine-Klemm Corporation in Keyport, NJ. Uppercu ließ die Konstruktion auf amerikanische Maßeinheiten und Verbindungselemente abändern. Die Serienfertigung der Aeromarine-Klemm AKL25 mit Salmson AD9 wurde noch 1928 aufgenommen. Der amerikanische Markt zeigte allerdings wenig Interesse an der schwach motorisierten Holzkonstruktion. Uppercu ließ daraufhin einige AKL25 mit dem amerikanischen 85 PS starken Le-Bond-Motor als AKL25B ausstatten. Einige Exemplare wurden nach Kanada und Argentinien verkauft. Die Weltwirtschaftskrise 1929 führte zur Insolvenz der Aeromarine-Klemm Corporation. Die Produktion wurde nach knapp 50 AKL25 eingestellt.

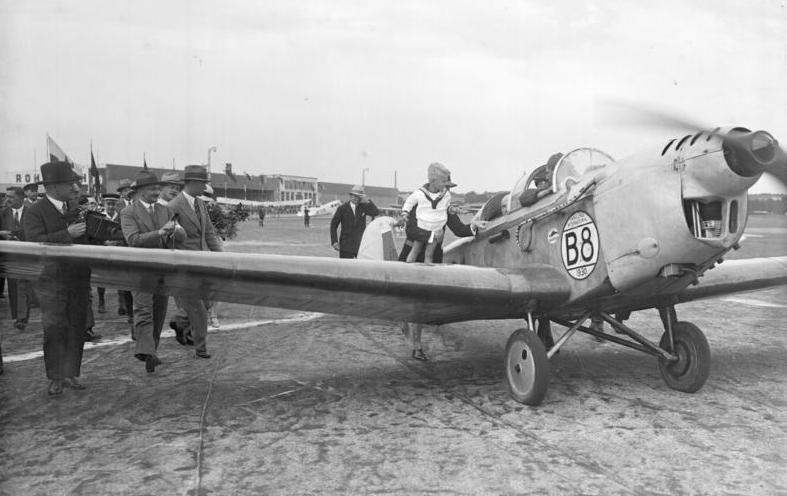
Klemm L25E mit Reinhold Poss beim Europarundflug 1930

Beim Europarundflug 1929 zeigte sich die fortgeschrittene Leichtflugzeugbautechnik der englischen und italienischen Konkurrenz, aber auch deutscher Konkurrenten wie etwa Messerschmitt gegenüber der konventionellen Klemm L25. Robert Lusser entwarf daher für den folgenden Rundflug 1930 eine spezielle Wettbewerbsvariante der Klemm L25 mit kürzerem Flügel, verbesserter Aerodynamik und neuem Leitwerk. Außerdem erhielt das Flugzeug eine Kabinenhaube. Der Salmson-AD9-Motor wurde durch den doppelt so starken 80-PS-Argus-As-8-Motor ersetzt. Unter der Bezeichnung Klemm L25E (nicht zu verwechseln mit der späteren Klemm-L25e-Serienmaschine) wurden vier Maschinen für den Europarundflug fertiggestellt, von denen zwei Maschinen Platz 2 und 3 behaupten konnten. Ein Serienbau des Lusserschen Wettbewerbsmodells fand allerdings nicht statt, da Hanns Klemm die Klemm L25 auch weiterhin als Einstiegsmodell im unteren Sportflugzeugsegment erhalten wollte.
Stattdessen überarbeitete Robert Lusser im Winter 1930/31 den Klemm-L25-Basisentwurf und übernahm hierbei auch einige Konstruktionsmerkmale des Wettbewerbsflugzeugs. Bei der Klemm L25b wurden Rumpf und Tragflächen strukturell geringfügig zur Gewichtsreduzierung überarbeitet, lediglich das Leitwerk wurde grundlegend neu gestaltet. Mit der Einführung der L25b erhielten die frühen L25 vor 1931 die Bezeichnung Klemm L25a. Die Motorisierung blieb unverändert beim Daimler F7502 in der Klemm L25b bzw. beim Salmson AD9 in der Klemm L25bI.
Formal übernahm das Heereswaffenamt im Reichswehrministerium 1930 die Vergabe von Typenbezeichnungen für Flugzeuge, die bei der Reichswehr zum Einsatz kommen sollten. Für Klemm-Flugzeuge sah das Heereswaffenamt die Bezeichnung „KL“ vor. Die offizielle Bezeichnung der bisherigen Klemm L25 lautete daher ab 1930 Klemm KL25.
Für den Deutschlandflug 1931 entstand auf besondere Anforderung von Wolf Hirth die Sonderanfertigung einer Klemm L25b mit einem 60 PS starken Hirth-HM-60-Motor seines Bruders Hellmuth Hirth. Um die niedrigste Gewichtsklasse des Wettbewerbs trotz des schwereren Motors beizubehalten, ließ Hanns Klemm die Struktur der L25b für diese Sonderanfertigung nochmals gewichtsmäßig überarbeiten. Beim Deutschlandflug konnte Hirth mit der einzigen L25bfVII das Luftrennen über 2150 km als Zweiter hinter Oskar Dinort auf einer leistungsstärkeren Klemm L26 beenden.
Nachdem Wolf Hirth die Vorzüge des leichten, aber kostengünstigen und zuverlässigen Hirth-Motors für das Leichtflugzeug-Konzept von Hanns Klemm demonstriert hatte, übernahmen Klemm und Lusser diesen Motor als künftigen Standardmotor für das Klemm L25 Leichtflugzeug. Lusser überarbeitete den Entwurf der Sonderanfertigung L25bfVII einerseits zur weiteren Gewichtseinsparung, andererseits um mit der Struktur höhere Belastungen infolge des stärkeren Motors aufnehmen zu können. Die Klemm L25c ging 1931 mit einem 72 PS starken Hirth-HM60-Motor in Serie und beendete die Epoche der 20-PS- und 40-PS-Daimler/Salmson-Motore. An der Klemm L25c war auch der britische Klemm-Vertrieb unter Edward Stephen interessiert, da diese Konstruktion grundsätzlich auch für die Aufnahme schwererer englischer Motore geeignet war, die seine Kunden gegenüber deutschen und französischen Motoren präferierten. Stephen gründete in England die British Klemm Aeroplane Company und erwarb von der Leichtflugzeugbau Klemm GmbH die Lizenzrechte an der Klemm L25c. Stephen ließ die Maschine auf englische Bedürfnisse umkonstruieren und mit einem englischen Pobjoy-Niagara-Motor ausrüsten. In England entstanden bis 1938 insgesamt 135 British Klemm L25C1 Swallow im Lizenzbau nach dem Vorbild der Klemm L25c.
Nach Abschluss der L25c-Entwicklung verließ Robert Lusser 1932 die Klemm-Werke. Die weitere Entwicklung der Klemm L25 übernahm ab 1933 sein Nachfolger Friedrich Fecher. Er widmete sich zunächst der Ausrüstung des Flugzeugs, das im Entwurf der Klemm L25d erstmals mit Niederdruckreifen und Bremsen ausgestattet wurde. Die Struktur der L25d wurde soweit verstärkt, dass die bestehenden Zulassungsbeschränkungen der L25 für den Kunstflug aufgehoben werden konnten. Der 72-PS-Hirth-HM60 blieb bei der Klemm L25dVII zunächst als Standardmotor erhalten. Er wurde allerdings bereits kurz nach Anlaufen der Serie auf den 80 PS starken, verbesserten Hirth HM60R bei der Klemm L25dVIIR geändert. Die verbesserte Klemm L25d wurde 1933 vom Deutschen Luftsportverband (DLV) als Standardflugzeug für die deutschen Luftsportvereine festgelegt. Mit etwa 270 Flugzeugen wurde die Klemm L25d zur meistgebauten L25-Variante. Nach der Ablösung der L25 durch die Klemm Kl 35 beim DLV wurde die Klemm L25d ab 1936 für den Exportbedarf weitergebaut. Die Serienfertigung der L25d endete erst 1940/41.

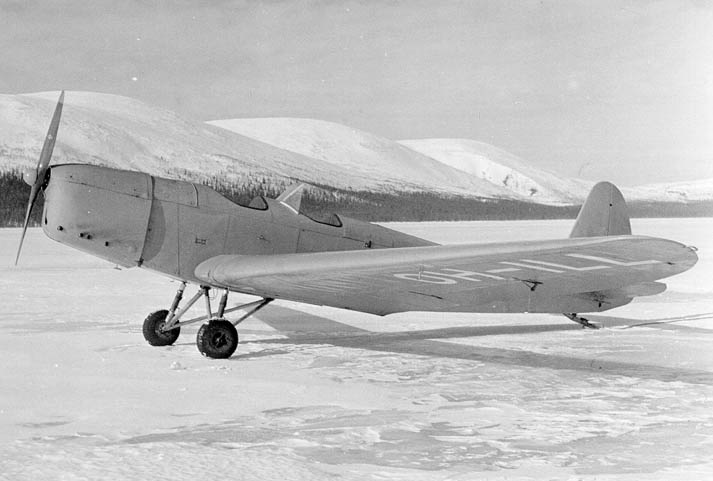
Klemm L-25E VII, OH-ILL, auf dem Pallasjärvi-See (März 1959)

Die letzte Variante Klemm L25e (nicht zu verwechseln mit dem Wettbewerbsflugzeug L25E von 1929) entstand 1934. Fecher führte für diese Variante eine grundlegende aerodynamische Überarbeitung von Rumpf, Flügel und Leitwerk durch. Die L25e weist dadurch deutlich runde Formen und einen Ellipsenflügel auf. Antriebsseitig blieb der Hirth HM60R Motor in der Klemm L25eVIIR als Standard erhalten. Die Klemm L25e war die letzte Entwicklungsstufe einer mehr als 10-jährigen Flugzeugentwicklung. Bereits während ihrer Entwicklung legte das Reichsluftfahrtministerium das Anforderungsprofil für ein neues Standard-Schulflugzeug vor, das neben gutem Trainingsflugverhalten vor allen Dingen einfach und kostengünstig und schnell in großen Mengen gebaut werden sollte. Da sich die L25e im Serienbau als aufwendig erwiesen hatte, sah Fecher von einer Weiterentwicklung zur Klemm L25f ab und entschied sich für eine vollständige Neuentwicklung unter der Bezeichnung Klemm Kl35.
In der Schweiz hatte ein Studienbüro der ETH Zürich bei Farner in Grenchen den Umbau eines Sportflugzeuges Kl 25 von Sporn- auf Bugfahrwerk in Auftrag gegeben. Das Flugzeug mit dem Kennzeichen HB-ERU wurde vom 13. bis 27. Mai 1943 erprobt und bestätigte die erwarteten Vorteile eines Bugfahrwerks.

## Konstruktion
Wie die L20 war dieses Flugzeug ein freitragender Tiefdecker in Holzbauweise und wurde 1927 unter der Verantwortung von Robert Lusser entwickelt. Wesentlicher Unterschied zur L20 war der Einsatz stärkerer Motoren, der eine Überarbeitung der Gesamtstruktur notwendig machte. Daneben wurde der nun abgerundete Rumpf komplett mit Sperrholz verkleidet, wodurch das Gewicht des Flugzeuges erheblich anstieg.
Je nach Modell lag die Abflugmasse zwischen 620 und 720 kg, die Spannweite variierte von 10,5 bis 13 Meter. Daraus ergibt sich eine Flächenbelastung von 32 kg/m² bei 650 kg Abflugmasse und ca. 36 kg/m² bei 720 kg. Die Abhebegeschwindigkeit lag je nach Ausführung zwischen 55 und 60 km/h, die Höchstgeschwindigkeit zwischen 150 und 160 km/h.
Im Verhältnis zu üblichen Flugzeugen dieser Zeit war die Klemm-Konstruktion sehr leicht. Nach einer Werbeschrift der Klemm-Werke brauchte die Maschine ca. 25 % der Motorkraft, um die Kl 25 in der Luft zu halten, vergleichbare Doppeldecker benötigten dazu um 50 % der Motorleistung.
Seit 2010 wird die Klemm 25 als Nachbau von der Firma LTB-Follmann bei Trier wieder hergestellt.

## Serienfertigung
Während der Prototyp der Klemm L25 vermutlich noch in Sindelfingen entstanden ist, wurden die ersten Serienmaschinen der Klemm L25 bereits am neuen Firmenstandort in Böblingen gefertigt. Da sich der endgültige Produktionsstandort der Klemmwerke 1928 noch im Bau befand, mietete Hanns Klemm auf dem Gelände der früheren Flieger-Ersatz-Abteilung 10 als Übergangslösung eine Werkstatthalle des Reichsbahn-Reparaturwerks an. Hier lief im Sommer 1928 die Serienfertigung der weiterentwickelten Klemm L25 an. Die erste in Böblingen gebaute Klemm L25 war vermutlich die Klemm WNr. 82, die im Juni 1928 fertiggestellt wurde. Die erste Serienvariante L25a wurde grundsätzlich nur mit zwei Motoroptionen Daimler F7502 und Salmson AD9 hergestellt sowie als dreisitzige Klemm VL25a. Ein genauer Umzug der Fertigung in die endgültigen Klemm-Produktionsanlagen in der Calwer Straße ist nicht bekannt. Vermutlich fand dieser im Herbst 1929 statt. Die Serienfertigung des Basismodells L25a lief bis April 1931 unverändert. Etwa 123–128 Exemplare des Basismodells wurden gebaut. Mit WNr. 258 endete die L25a-Serienfertigung.
Als Mustermaschine für die nachfolgende L25b-Variante diente Anfang 1931 die WNr. 262. Die ersten L25b-Serienmaschinen wurden mit WNr. 277 im April fertiggestellt. Eine dreisitzige VL25b war nicht mehr vorgesehen, da diese inzwischen in der Klasse der leistungsstärkeren Klemm L26 angeboten wurde. Die Fertigung wurde bereits nach weniger als einem Jahr nach 48 fertiggestellten Maschinen eingestellt.
Die Umstellung der beiden Standardmotore Daimler F7502 und Salmson AD9 auf den neuen Hirth Motor HM60 wurde mit der Klemm L25cVII Ende 1931 eingeleitet. Ab Sommer 1932 wurde von dieser Variante auch wieder eine dreisitzige Variante VL25cVII angeboten. Die Serienfertigung der Klemm L25cVII endete im Juni 1933 nach 75 gebauten Exemplaren.
Um die Anforderungen der DLV für ihr neues Standardflugzeug zu erfüllen, wurde die Serienproduktion im August 1933 auf die L25dVII umgestellt. Eine dreisitzige Variante VL25d gab es nicht, da das RLM ausschließlich an Trainingsflugzeugen interessiert war. Um die geforderten hohen Stückzahlen liefern zu können, erfolgte im Sommer 1933 eine grundlegende Bereinigung auch in den anderen Produktionslinien. Neben der Klemm L25dVII wurde ab diesem Zeitpunkt nur noch das Kabinenflugzeug Klemm Kl32 in Serie gebaut. Etwa 210 Klemm L25dVII bzw. L25dVIIR wurden bis zum Sommer 1934 für den DLV fertiggestellt.
Im August 1934 erfolgte eine letztmalige Umstellung in der Serienfertigung auf die Klemm L25eVIIR. Die Klemm L25e wurde für den DLV noch bis zur Aufnahme der Serienproduktion des L25-Nachfolgemusters Klemm Kl35 im Juni 1937 gebaut und nach knapp 100 gebauten Exemplaren eingestellt.
Bereits nach der Serienablösung durch die Klemm L25e gab das Reichsluftfahrtministerium die Klemm L25d-Variante für den Export frei. Im August 1934 lief daraufhin eine L25d-Fertigungslinie für Privat- und Exportkunden an, die Kunden in Südamerika, Finnland, Schweden, Ungarn und Rumänien bediente. Die Exportlinie wurde noch während des Zweiten Weltkriegs beibehalten und vermutlich erst 1941 aufgelöst. Insgesamt wurden etwa 300 L25d als Reichs- und Vertriebsflugzeuge bei Klemm bis 1941 hergestellt.

## Rekorde und Wettbewerbe
Während hauptsächlich die Klemmwerke mit ihren Klemm L25 in den Jahren 1928/29 die Teilnahme an Wettbewerben zur Verkaufsförderung bestritten, traten in den folgenden Jahren mit gestiegenen Verkaufszahlen in erster Linie Luftsportvereine und private Eigner mit ihren Klemm-Flugzeugen bei Wettbewerben an. Bereits Ende der 20er Jahre beherrschten Klemm L25 in Deutschland das Teilnehmerfeld der Wettbewerbe.
- Rheinisches Flugturnier Düsseldorf, 30. Juni 1928, Lusser gewinnt Platz 1 und 2
- Deutsche Kunstflugmeisterschaft in Düsseldorf, 1. Juli 1928
- Suchflüge während der Rettungsaktion für das Luftschiff „Italia“, Juli 1928, Ekmann, WNr. 65, D-1357
- Französischer Leichtflugzeug-Wettbewerb in Paris, September 1928, Lusser, WNr. 65, D-1357 gewinnt Platz 1. Eine zweite L25 mit Aichle scheidet aus.
- DLV-Zuverlässigkeitsflug, Oktober 1928 mit insgesamt 19 teilnehmenden Daimler L20 und Klemm L25.
- Ostpreußenflug, März 1929, Fritz Siebel belegt den 2. Platz beim dreitägigen Luftrennen
- Baseler Flugmeeting, 23. Juni 1929, Koepke siegt mit einer L25I
- Rheinisches Flugturnier Essen, 29. Juni 1929, Wolf Hirth gewinnt mit L25I zwei zweite Preise, Sieger wird eine Daimler L20 des Kölner Club für Luftfahrt
- Europarundflug 1929, August 1929 mit 6 teilnehmenden Klemm L25I, die der deutschen und europäischen Konkurrenz weitgehend unterliegen.
- DLV-Leistungswettbewerb 1929, August 1929 mit 22 Klemmflugzeugen von 33 Teilnehmern. Sieger wird eine Junkers A 50.
- Belgischer Königspokal für Leichtflugzeuge in Brüssel, September 1929, Lusser geht mit einer L25I als Sieger aus dem Wettbewerb hervor
- FAI-Höhenweltrekord Klasse C2, 11. April 1930, Margaret Fußbahn erreicht mit L25I eine Höhe von 4614 m
- FAI-Dauerflugweltrekord Klasse C3, 4. September 1930, Maryse Bastie erreicht mit L25I, F-ARMB eine Flugdauer von 37 Stunden und 55 Minuten
- Mont-Blanc-Flüge, Juni 1930, Ernst Udet landet mit L25I, D-1450 auf dem 3200 m hohen Trient-Gletscher bei Dreharbeiten zum Film „Stürme über dem Mont Blanc“
- Europarundflug 1930, Juli 1930 mit insgesamt 11 L25, davon 4 spezielle Wettbewerbsmaschinen L25E, mit denen Reinhold Poss und Oskar Notz Platz 2 und 3 belegen
- Hirth-Atlantikflug, Aug. 1930, Wolf Hirth und Oskar Weller fliegen mit L25I, D-1753, von Berlin in mehreren Etappen nach Island
- Giro Aereo d’Italia, August 1930, Lusser belegt mit L25E, D-1900, den dritten Platz bei 52 Teilnehmern
- Belgischer Königspokal für Leichtflugzeuge, Lusser gewinnt mit L25E den Wanderpokal zum dritten Mal, Fahrbach belegt mit einer zweiten L25E den 2. Platz
- Timbuktu-Flug, Januar 1931, Elly Beinhorn absolviert mit L25I, D-1713, einen 7000-km-Langstreckenflug von Berlin über Spanien und Marokko bis Bolama bei Bissau.
- FAI-Langstreckenweltrekord Klasse C2, 28. Juni 1931, Maryse Bastrie legt mit L25I, F-ARMB, eine Strecke von 2977 km von Le Bourget nach Urino in der UdSSR zurück

Anfang der 30er Jahre sind die Klemm L25 der ersten Generation bei Wettbewerben nur noch beschränkt konkurrenzfähig. Sie werden bei den Wettbewerben durch die leistungsstärkere Klemm Kl 26 und die komfortableren Klemm-Kabinenflugzeuge ersetzt. Erst nach der Modernisierung der L25 mit leistungsstärkeren Motoren und der Entscheidung des DLV zur Ausstattung seiner Vereine mit dieser L25-Variante als Standardflugzeug sind wieder vermehrt L25 auf den Teilnehmerlisten zu finden. Nachdem ab 1935 bei den Wettbewerben die Verbandsleistungen in den Vordergrund treten, sind bei größeren Wettbewerben teilweise bis zu 100 und mehr Klemm L25 als Teilnehmer zu sehen. Auch die Einführung des Nachfolgemusters Klemm Kl35 ab 1938 änderte an der dominanten Präsenz der Klemm L25 bei deutschen Flugtagen bis zum Ausbruch des Zweiten Weltkriegs nichts.

## Varianten
Die Klemm L25 ist in einer Vielzahl von Bauvarianten und Motorisierung bekannt. In den meisten Fällen handelt es sich hierbei allerdings um Einzelexemplare, die oft von ihren Betreibern zu Versuchszwecken selbst umgerüstet wurden. Die folgende Übersicht beinhaltet die in der Klemm-Serienfertigung hergestellten Varianten:
- L25a – mit Daimler F7502 (zunächst nur als L25 bezeichnet)
- L25aI – mit Salmson AD9 (zunächst nur als L25I bezeichnet)
- VL25aI – dreisitzig mit Salmson AD9
- L25b – Serienmodell ab Winter 1931 mit Daimler F7502
- L25bI – Serienmodell ab Winter 1931 mit Salmson AD9
- L25cVII – Serienmodell ab Anfang 1932 mit Hirth HM 60
- VL25cVII – dreisitzig mit Hirth HM 60 ab 1932
- L25dVII – Serienmodell ab 1933 mit Hirth HM 60 (L25dVIIR mit Hirth HM 60R)
- L25eVIIR – Serienmodell ab 1934–1937 mit Hirth HM60R
- L25E – Wettbewerbsflugzeug von 1929 mit Argus As8
- WL25 – Wasserflugzeugvariante mit Pontonschwimmern von 1928

Neben diesen werksseitigen Motorisierungen sind nachträgliche Motorumrüstungen in vielfältiger Form bekannt. Zur Typenbezeichnung wurde ein römisches Nummernsystem mit folgenden Codierungen herangezogen:
- ohne – Daimler F7502 (z. B. L25a)
- I – Salmson AD9
- II – Siemens Sh13
- III – Blackburn Cirrus Minor
- IV – Armstrong Siddeley Genet II
- V – Argus As8
- VI – BMW X
- VII – Hirth HM60 (VIIR – Hirth HM60R)
- VIII – Cirrus Hermes IIB
- IX – de Havilland Gipsy III
- X – de Havilland Gipsy
- XI – Pobjoy Niagara
- XII –
- XIII –
- XIV – Siemens & Halske Sh 14
- XV –
- XVI – Argus AS16

## Technische Daten
Die nachfolgenden Daten wurden für die einzelnen Varianten aus verschiedenen Unterlagen zusammengetragen. Die inhaltliche Konsistenz zum Zahlenvergleich ist daher nicht zwingend gewährleistet.
| Kenngröße             | L25a                             | L25aI                          | VL25aI                         | L25bI                          | L25cVII                        | L25dVIIR                   | L25eVIIR                   |
| --------------------- | -------------------------------- | ------------------------------ | ------------------------------ | ------------------------------ | ------------------------------ | -------------------------- | -------------------------- |
| Besatzung             | 1                                | 1                              | 1                              | 1                              | 1                              | 1                          | 1                          |
| Passagiere            | 1                                | 1                              | 2                              | 1                              | 1                              | 1                          | 1                          |
| Länge                 | 7,0 m                            | 7,0 m                          |                                | 7,0 m                          | 7,8 m                          | 7,5 m                      |                            |
| Spannweite            | 13,0 m                           | 13,0 m                         | 13,2 m                         | 13,0 m                         | 12,0 m                         | 13,0 m                     |                            |
| Höhe                  | 1,95 m                           | 1,95 m                         |                                | 1,95 m                         |                                | 2,05 m                     |                            |
| Flügelfläche          | 20,0 m²                          | 20,0 m²                        | 20,2 m²                        | 20,0 m²                        |                                | 20,0 m²                    |                            |
| Flügelstreckung       | 8,5                              | 8,5                            | 8,6                            | 8,5                            |                                | 8,5                        |                            |
| Leermasse             | 260 kg                           | 290 kg                         | 285 kg                         | 285 kg                         | 450 kg                         | 420 kg                     | 425 kg                     |
| max. Startmasse       | 475 kg                           | 500 kg                         | 650 kg                         | 615 kg                         | 720 kg                         | 720 kg                     | 720 kg                     |
| Reisegeschwindigkeit  |                                  | 115 km/h                       |                                | 115 km/h                       | 130 km/h                       | 140 km/h                   |                            |
| Höchstgeschwindigkeit | 115 km/h                         | 140 km/h                       | 135 km/h                       | 130 km/h                       | 150 km/h                       | 160 km/h                   |                            |
| Dienstgipfelhöhe      | 4000 m                           | 6500 m                         | 3000 m                         | 3000 m                         | 4150 m                         | 4800 m                     |                            |
| Reichweite            | 700 km                           | 450 km                         | 450 km                         | 630 km                         | 750 km                         | 650 km                     |                            |
| Triebwerke            | ein Daimler F7502, 20 PS (15 kW) | ein Salmson AD9, 40 PS (29 kW) | ein Salmson AD9, 40 PS (29 kW) | ein Salmson AD9, 40 PS (29 kW) | ein Hirth HM 60, 72 PS (53 kW) | ein HM 60 R, 59 kW (80 PS) | ein HM 60 R, 59 kW (80 PS) |

## Verbleib

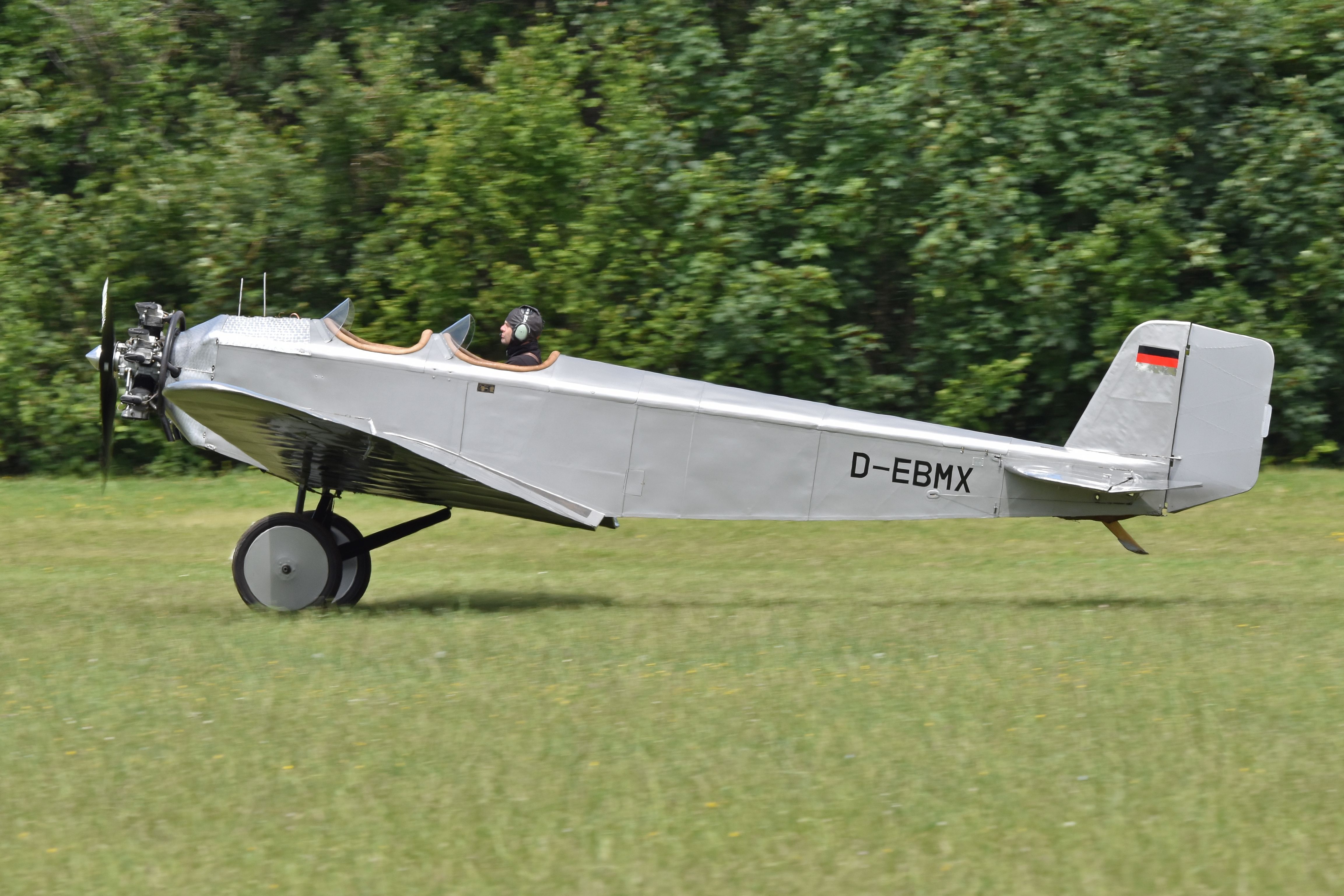
Klemm L 25-Ia ‘D-EBMX’ WNr. 84

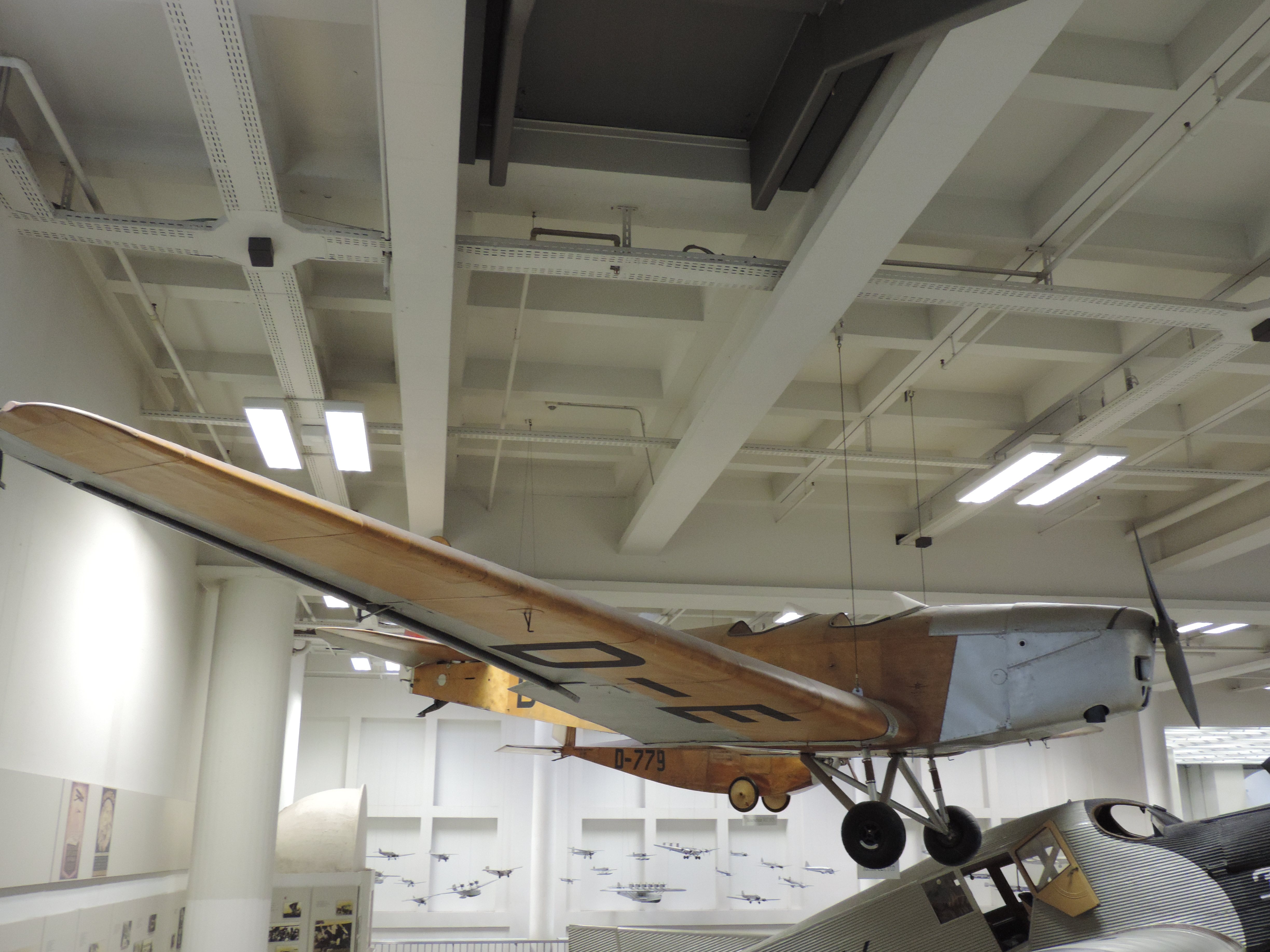
Klemm L25eVIIR, WNr. 980, D-EDMU, Deutsches Museum

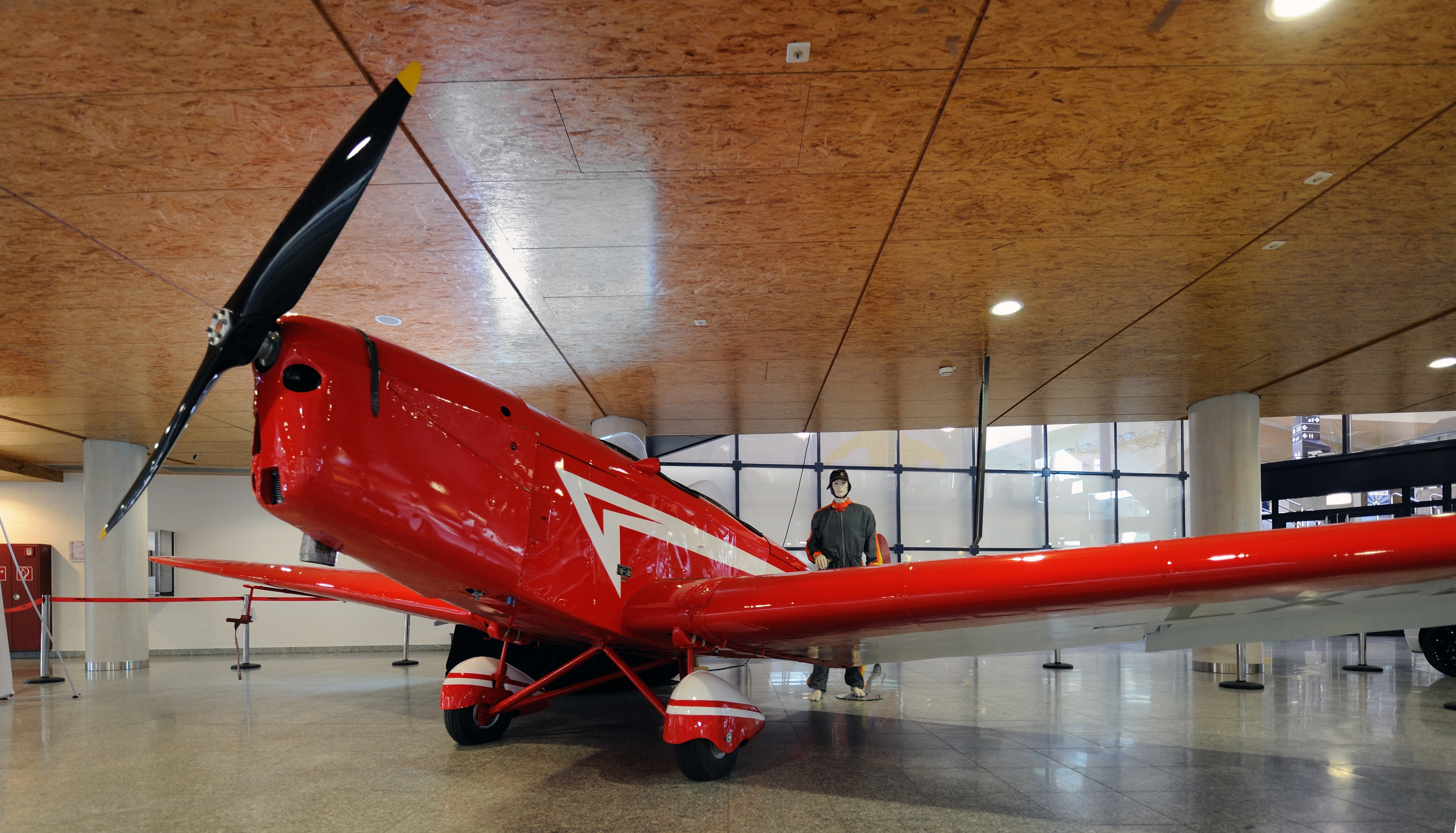
Klemm L25d VIIR, WNr. 772, LX-MAF

Mehr als 600 Klemm L25 wurden gebaut, davon etwa 200 in der frühen Bauform der Klemm L25a und L25b und etwa 400 Maschinen mit Hirth HM 60 der späten Bauform L25c/d/e. Bereits 1943 ordnete das Reichsluftfahrtministerium die Außerdienststellung sämtlicher Klemm L25 in Deutschland an. Die meisten Maschinen dürften daraufhin verwertet worden sein. Einige wenige eingelagerte oder in Privatbesitz befindliche L25 dürften der allgemeinen Abrüstung 1945 zum Opfer gefallen sein. Von den heute noch existierenden Klemm L25 ist lediglich ein einziges Exemplar (WNr. 798) bekannt, das das Ende des Zweiten Weltkriegs in Deutschland überlebt hat. Sämtliche anderen heute noch existierenden Klemm L25 befanden sich bei Kriegsende im Ausland, vornehmlich in der Schweiz, in Schweden, Finnland, England und Frankreich. 

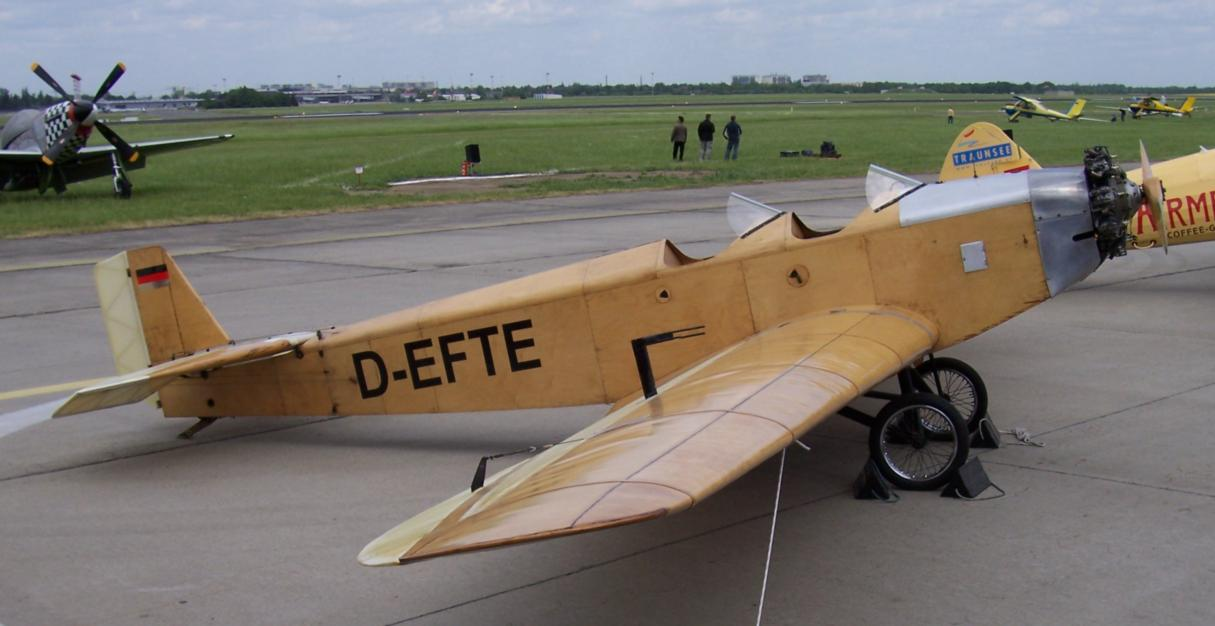
Klemm L 25 WNr. 152 D-EFTE auf der ILA 2006

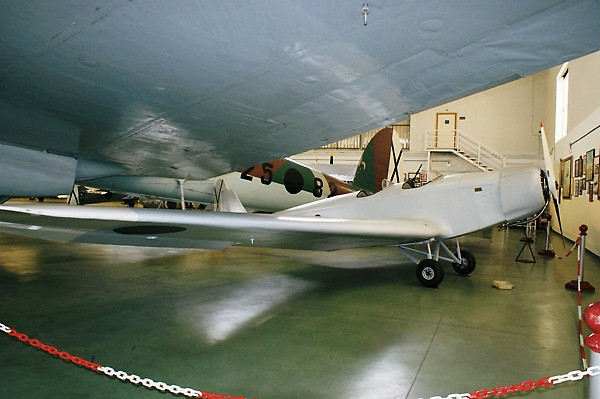
Klemm L 25, WNr. 277, 30-22, Museo del Aire

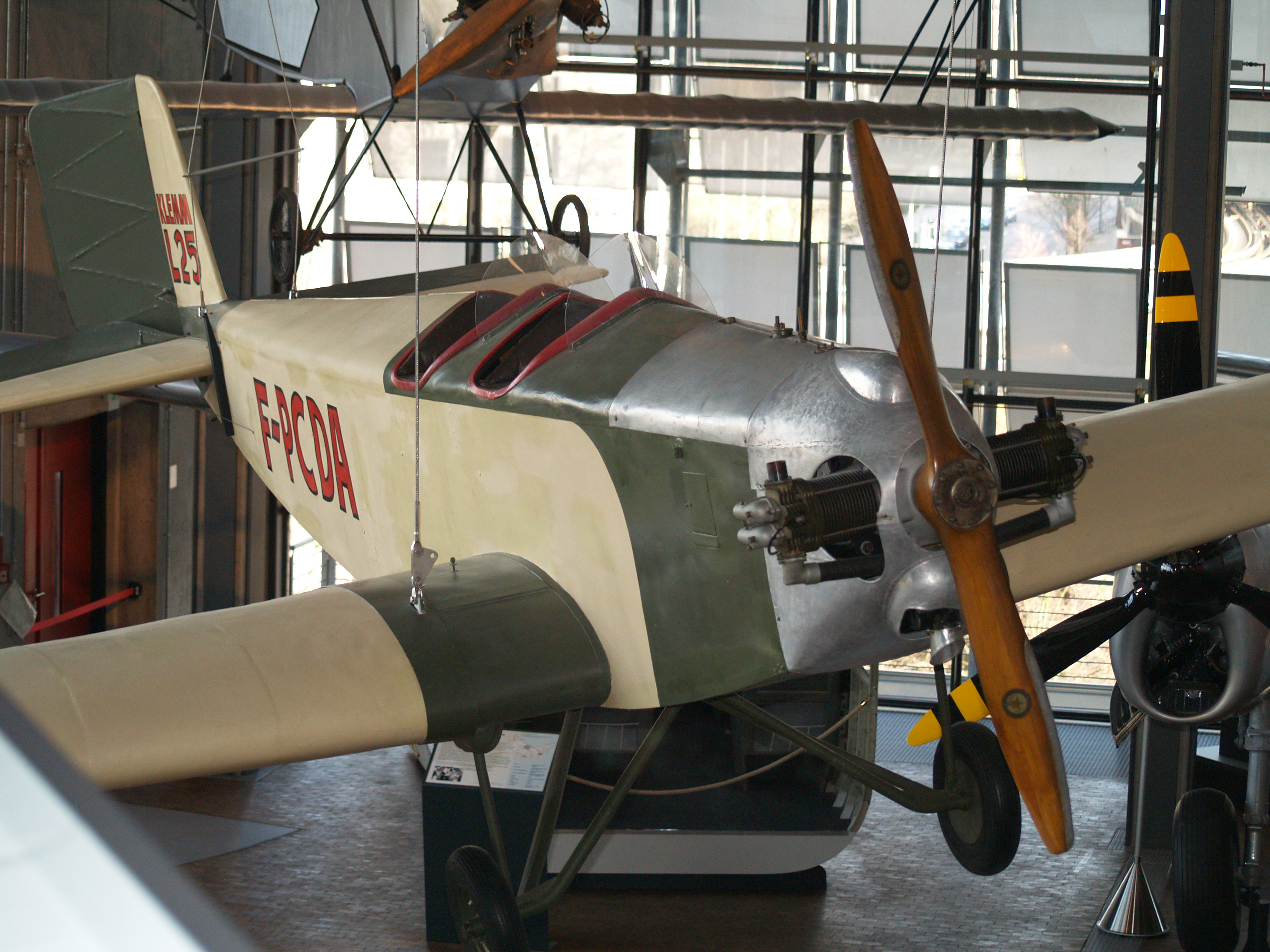
WNr. 138, F-PCDA, Deutsches Technikmuseum Berlin

Insgesamt existieren heute noch 12 originale Klemm L25, davon 6 Flugzeuge in flugfähigem Zustand. Weitere vier Nachbauten der Klemm L25 sind inzwischen entstanden. Der Klemm L25 nachempfunden ist die von Wolfgang Dallach entworfene Dallach Sunrise, von der etwa 38 Exemplare gebaut wurden.
Liste der noch existierenden Klemm L25:
- WNr. 84, D-EBMX, flugfähiges Traditionsflugzeug der BMW-Werke in Ampfing
- WNr. 137, OH-KLA, ausgestellt im Finnischen Luftfahrtmuseum bei Helsinki
- WNr. 138, F-PCDA, ausgestellt im Technikmuseum Berlin
- WNr. 145, G-AAUP, flugfähig in Privatbesitz in York, England
- WNr. 152, D-EFTE, flugfähig im Fliegenden Museum, Großenhain
- WNr. 277, 30-22, ausgestellt als B.K. L25C1A im Museo del Aire, Madrid, Spanien
- WNr. 772, LX-MAF, ausgestellt im Luxemburgischen Luftfahrtmuseum, Mondorf les Bains, Luxemburg
- WNr. 798, D-EJOL, flugfähig bei LSG Hanns Klemm in Eutingen
- WNr. 847, TF-SUX, ausgestellt im Isländischen Luftfahrtmuseum in Akureyri, Island
- WNr. 980, D-EMDU, ausgestellt im Deutschen Museum in München
- WNr. 1129, OH-ILI, flugfähig in Privatbesitz in Turku, Finnland
- WNr. 1230, OH-ILL, in Restaurierung, LG Lakeus, Finnland
- Nachbau, D-EMIR, im Bau in Deutschland
- Nachbau, D-EKDJ, flugfähig in Privatbesitz in Aachen
- Nachbau, OK-RAU-07, flugfähig, Metezei Vlach Foundation, Mladá Boleslav, Tschechien
- Nachbau, D-EOJK, ausgestellt im Luftfahrtmuseum Laatzen

Anmerkungen:
- Die häufig als Klemm L25 bezeichnete WNr. 796, VH-UUR war ursprünglich eine Klemm L26 und ist heute die vermutlich letzte erhaltene Maschine dieses Typs. Sie wird im Abschnitt Klemm L26 aufgelistet.

- Die WNr. 84, D-EBMX ist mit über 90 Jahren vermutlich das älteste in Deutschland flugfähig zugelassene Flugzeug.